# Undisputed (DMX)
Undisputed è il settimo album in studio di DMX, il primo dopo sei anni di stop dovuti a vari problemi giudiziari.

## Lista Tracce
- 1. Look Without Seein' (prod. da Elite)
- 2. What They Don't Know (prod. da Swizz Beatz)
- 3. Cold World (featuring Adreena Mills)(prod. da Grease e Snaz)
- 4. I Don't Dance (featuring MGK) (prod. da J.R. Rotem)
- 5. Sucka For Love (featuring Dani Stevenson) (prod. da Deezle)
- 6. I Get Scared  (featuring Rachel Taylor) (prod. da Dame Grease)
- 7. Slippin' Again (prod. da Bird)
- 8. Prayer (Skit) (prod. da X)
- 9. I'm Back (prod. da Bird)
- 10. Have You Eva (prod. da Dame Grease)
- 11. Get Your Money Up (prod. da Snaggs)
- 12. Head Up (prod. da Tronzilla)
- 13. Frankenstein (prod. da Caviar e G'Sparkz)
- 14. Ya'll Don't Really Know (prod. da Swizz Beatz)
- 15. I Got Your Back (featuring Kashmere) (prod. da Caviar e G'Sparkz)
- 16. No Love (featuring Adreena Mills) (prod. da Dame Grease e Snaz)
- 17. Already (prod. da Divine Bars)

Nella Deluxe Edition sono inoltre presenti le seguenti tracce:
- 18. Fire (prod. da Dame Grease)
- 19. Fuck U Bitch (featuring Kashmere) (prod. da Elite)
- 20. Love That Bitch (featuring Jannyce) (prod. da Divine Bars)